# Prinz-von-Homburg-Schule
Die Prinz-von-Homburg-Schule ist eine inklusive Gesamtschule mit Grundschulteil, Sek 1 und gymnasialer Oberstufe im brandenburgischen Neustadt (Dosse). Bei dem Projekt „Reiten in der Schule“ für die Jahrgangsstufen 7–13 kooperiert die Schule mit dem Brandenburgischen Haupt- und Landgestüt. Benannt ist sie nach dem Prinzen von Homburg, der zwischen 1662 und 1694 in Neustadt (Dosse) ansässig war und als Förderer des Ortes gilt.

## Geschichte
Die Schule wurde im November 1969 gegründet. 1992 wurde ein Förderverein gegründet. 2009 wurden Grundschule und Gesamtschule zu einem Schulzentrum zusammengelegt und erhielten dabei ihren heutigen Namen. Von 2020 bis 2023 wurde die Schule umfangreich saniert. 2023 wurde eine Übergabe der Trägerschaft der Schule auf den Landkreis beschlossen.

## Schulbetrieb

### Grundschule
In der Grundschule (Jahrgangsstufen 1 bis 6) sind überwiegend zweizügig mit Klassenstärken zwischen 16 und 25 Schülern. In den Jahrgangsstufen 5 und 6 wird in einer Wochenstunde in Englisch, Deutsch und Mathematik leistungsdifferenziert unterrichtet.

### Sekundarstufe I
In der Sek I sind verschiedene Abschlüsse möglich: Berufsbildungsreife nach Jahrgangsstufe 9, Erweiterte Berufsbildungsreife (EBR), Fachoberschulreife (FOR) sowie die Berechtigung zum Besuch der gymnasialen Oberstufe nach Klasse 10. Im Ganztagsbetrieb der Jahrgangsstufen 7 bis 10 gibt es diverse freiwillige Angebote (z. B. Hausaufgabenhilfe, Mathematikförderung, Kreatives Schreiben, Informatik & Internet, Schülercafé).

### Sekundarstufe II
In der Sek II kann die Allgemeine Hochschulreife sowie die Fachhochschulreife nach Jahrgangsstufe 12 (schulischer Teil) absolviert werden.

## Reiten als Unterrichtsfach
Die Schule bietet seit 2001 die Möglichkeit, Reiten als regulär benotetes Unterrichtsfach zu belegen. Während eines vierjährigen Förderprogramms (Jahrgangsstufen 7–10) erhalten die Schüler eine Grundlagenausbildung in Theorie und Praxis. Das Projekt wird in Kooperation mit dem Landesverband Pferdesport Berlin-Brandenburg e. V. und dem Haupt- und Landgestüt Neustadt (Dosse) organisiert. Bis zur neunten Klasse besteht die Möglichkeit, Schulpferde des Gestüts zu reiten, anschließend sollten die Schüler eigene Pferde oder Reitbeteiligungen besitzen.

## Internate
Die Schüler haben in Neustadt die Möglichkeit, in zwei Internaten zu wohnen. Dies ist vom Besuch der Spezialklasse unabhängig. Einige Schüler besuchen die Schule ohne zu reiten und wohnen trotzdem im Internat. In der „Mühle Spiegelberg“ und im „Schloss Spiegelberg“ finden dazu regelmäßig Informationsveranstaltungen statt.